# Aramis (A713)
Pour les articles homonymes, voir Aramis (homonymie).
L’Aramis (A713) est un patrouilleur de surveillance des sites (PSS) de la Marine nationale française.  

Le groupe des deux patrouilleurs Athos et Aramis fut parrainé jusqu'en 2012 par la ville d'Auch (Gers). C'est la ville de la Creuse, Saint-Martin-Sainte-Catherine qui en est parrain depuis le 23 février 2013. Le navire est affecté à la gendarmerie nationale début 2016 jusqu'à sa retraite en 2022.

## Histoire
Les deux vedettes furent commandées pour servir de soutien au Centre d'Essais des Landes (C.E.L.) pour intégrer la division des vedettes de l'Adour créée le 14 mars 1980, date de l'admission au service actif de l'Athos, première vedette construite.

## Service
Les deux vedettes furent installées à la base navale de Bayonne. Cette division, dissoute en 1993, prend le nom de Patrouilleur de surveillance des sites (PSS) en 1995.

Leur mission principale est la surveillance du champ de tir, la mise en place des cibles et leur récupération et le soutien aux plongeurs du Centre d'Essais de Lancement de Missiles (CELM.

Leur mission secondaire consiste à la surveillance maritime du golfe de Gascogne pour la police des pêches, les opérations d'assistance et la lutte anti-pollution.
Il a rejoint le port de Cherbourg-Octeville en 2016 en étant affecté à la gendarmerie.
Ces deux navires sont retirés du service actif le 8 décembre 2022.

## Caractéristiques techniques

### Armement
- 1 mitrailleuse Browning de 12,7 mm

### Équipement électronique
- 1 Radar de navigation Furuno avec mode ARPA ;
- 1 Sondeur grand fond Furuno
- Moyens radio HF, UHF et VHF, Répondeur IFF